# Marmo di Candoglia
Il marmo di Candoglia è un marmo di colore bianco/rosa o grigio che viene estratto nelle cave di Candoglia nel comune di Mergozzo nella provincia del Verbano-Cusio-Ossola, in Val d'Ossola.

## Geologia
Nell'area di Candoglia sono presenti tre banchi di marmo verticalmente immergenti entro la serie gneissica che limita la formazione dioritica kinzigitica a sud. Il banco settentrionale, il più potente, è quello sfruttato per il Duomo di Milano. La colorazione rosa di questo marmo è causata dalla occorrenza diffusa di ossido di ferro entro il marmo stesso.
La caratteristica mineralogia del sito delle cave del Duomo di Milano ha dato luogo a numerose scoperte mineralogiche come la taramellite, così chiamata in onore del geologo Torquato Taramelli, un raro silicato di bario di colore brunastro avente aspetto a fiammella o ultimamente ritrovato nel 1985 in concrezioni a forma di stella con distribuzione massiva nella matrice di feldspati.

## Le cave
La caratteristica escavazione del marmo è stata raffinata nel tempo ma la tecnica è sostanzialmente rimasta invariata con il taglio dei blocchi col metodo del filo in metallo; stupisce e impressiona la profondità della caverna-galleria della Cava Madre che raggiunge al banco superiore di estrazione i 120 m e l'altezza di volta di 30 m per una larghezza di 15 metri. Dimensioni imponenti che hanno imposto opere di sicurezza in cemento armato e reti di consolidamento di tutte le pareti laterali anche se tali opere appagano l'occhio ma non la montagna per le casuali ed impressionanti forze pressorie che ne possono scaturire.

## Utilizzo del marmo

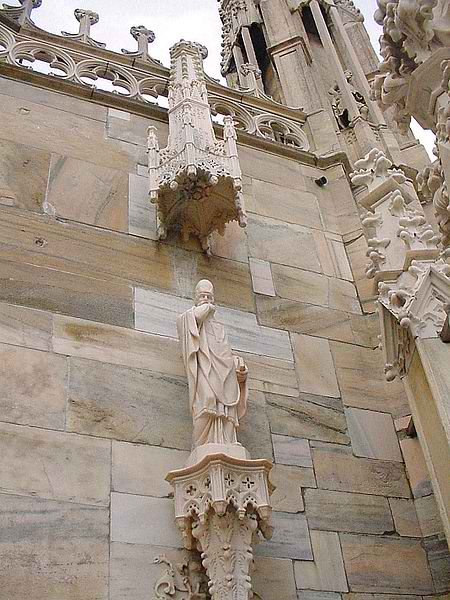
Un angolo del tetto del Duomo di Milano, tutto in marmo di Candoglia, mostrante le varietà cromatiche di questa pietra

Dalle cave del marmo di Candoglia viene cavato solo il marmo per la costruzione del Duomo di Milano, altre cave dell'area erano un tempo sfruttate per l'estrazione della mica, che era usata come isolante elettrico, le scaglie opportunamente lavorate servivano per il fondo dei vecchi ferri da stiro a carbonella.

## Storia

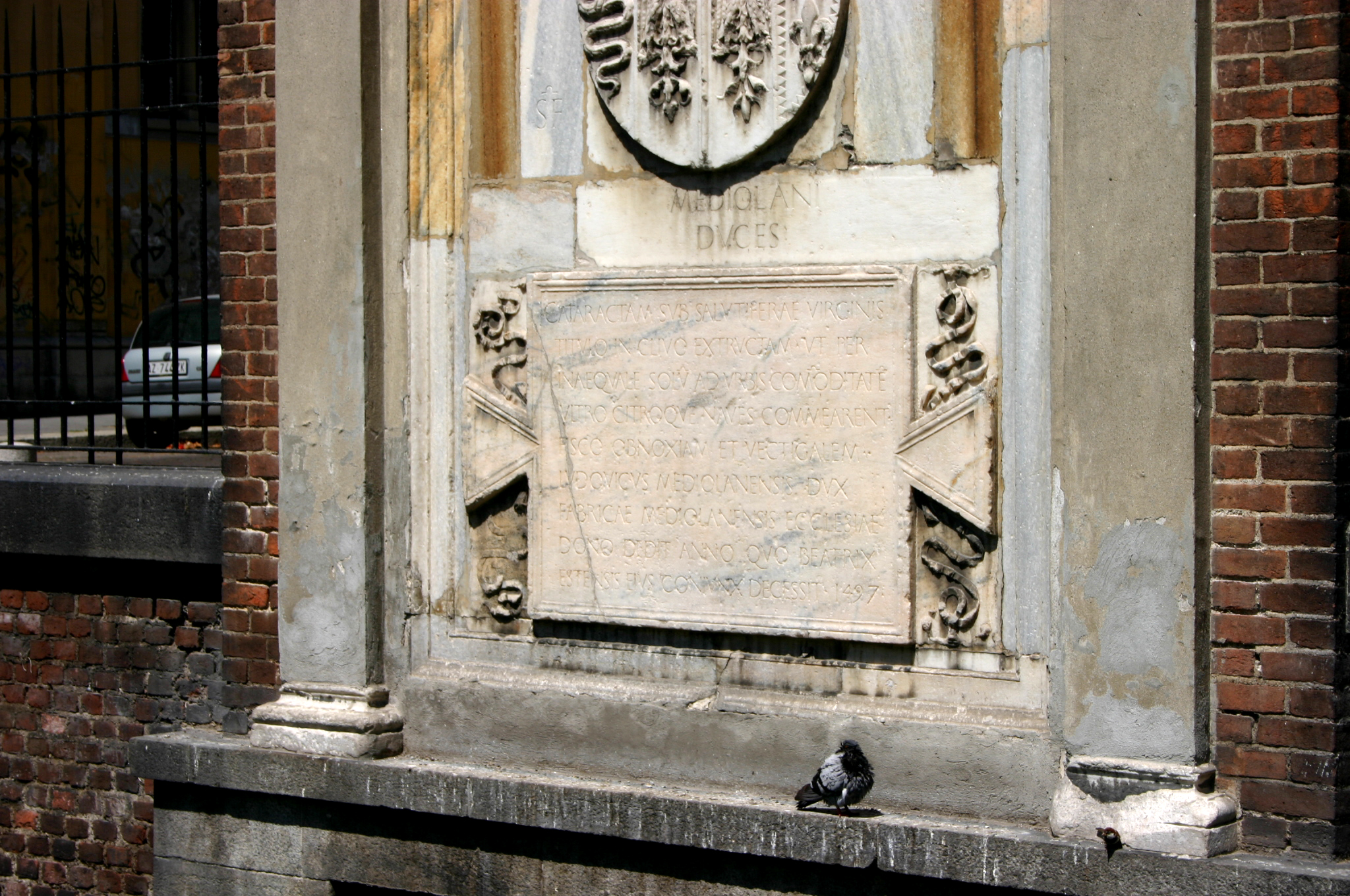
Conca di Viarenna a Milano. Lapide latina del 1497 con il testo di un decreto sforzesco che garantiva l'esenzione dal dazio alle imbarcazioni che recassero per via d'acqua dal Lago Maggiore i marmi con cui fu costruito il Duomo di Milano.

Il suo uso è noto fin dall'epoca romana, le prime cave sono riconducibili all'età augustea e furono sfruttate fino all'età tardo imperiale, dato che reperti, soprattutto sarcofagi, in marmo di candoglia furono rinvenuti a Milano, Pavia e anche a Torino. L'impiego più importante di questo marmo è nella costruzione del Duomo di Milano. Il signore di Milano Gian Galeazzo Visconti concesse nel 1387 l'utilizzo delle cave di Candoglia alla Veneranda Fabbrica del Duomo per estrarvi marmo da destinare alla costruzione della cattedrale.
Una prima cava era stata aperta a poca distanza dall'abitato di Candoglia, a poche centinaia di metri dalla Toce; tuttavia si rese presto inadeguata alle esigenze del cantiere del Duomo e ad essa - quasi sicuramente nella primavera del 1390 se ne aggiunse una seconda, in posizione molto più disagevole, a circa tre ore di cammino in salita. Per ridurre questo problema, nel 1391 la Fabbrica del Duomo realizzò in loco alcuni dormitori, dopo che era già stata attrezzata una cantina per il vino; ogni giorno inoltre veniva assicurato il rifornimento di pane e carne. Successivamente venne aperta una fucina per la manutenzione degli attrezzi da lavoro; la cava venne invece riparata da teloni per proteggere i lavoratori dal sole e dalla pioggia.
L'estrazione del marmo dalle cave di Candoglia era difficile e costosa ma diventava economicamente conveniente sia per il risparmio sui costi consentiti dal trasporto fluviale lungo il lago Maggiore, il Ticino e il Naviglio Grande, dapprima fino al laghetto di Sant'Eustorgio, in posizione esterna rispetto alla città, in seguito fino a quello di Santo Stefano, realizzato per l'occasione, a breve distanza dalla cattedrale. Inoltre i carichi di marmo destinato alla Fabbrica viaggiavano, per concessione di Gian Galeazzo Visconti, senza dover pagare dazi. Le imbarcazioni che trasportavano i materiali (esenti da pedaggi) per la fabbrica erano contraddistinte dalla scritta ad Usum Fabricae Operis, da cui deriva l'espressione ad ufo come sinonimo di gratis. Un'altra interpretazione dell'espressione ad ufo è legata alla consuetudine (non documentata) delle chiatte che scendevano dal Toce fino ai Navigli via Ticino, di offrire gratuitamente passaggi gratis alla popolazione: secondo questa versione, andare fino a Milano ad ufo era andarci senza spendere un soldo.
A partire dal XV secolo il marmo di Candoglia fu utilizzato anche per altri monumenti oltre al Duomo di Milano, quali l'arca di Sant'Agostino, la Certosa di Pavia e, in misura minore, la Cappella Colleoni a Bergamo, la Chiesa di San Francesco a Piacenza e la Basilica di San Petronio a Bologna.
Una legge del 1927, in seguito confermata da una legge regionale piemontese, rinnova il diritto esclusivo dell'ente della Fabbrica del Duomo ad utilizzare i marmi di Candoglia.